# Szczelina w Środku Doliny
Szczelina w Środku Doliny – schron jaskiniowy w środkowych partiach Doliny Kobylańskiej na Wyżynie Olkuskiej będącej częścią Wyżyny Krakowsko-Częstochowskiej. Administracyjnie znajduje się w granicach wsi Karniowice w gminie Zabierzów w powiecie krakowskim, w województwie małopolskim.

## Opis obiektu
Obiekt znajduje się w bocznym, biegnącym w kierunku Karniowic wąwozie, zaraz powyżej Tarasowatej Turni. Wąwóz ten ma wylot naprzeciwko Turni Marcinkiewicza. Szczelina znajduje się w skałce na jego orograficznie lewym zboczu. Jest to szczelina pomiędzy skałą i odpękniętym filarem. Początkowo jest szeroka, potem zwęża się i kończy ślepo. Powstała w wapieniach górnej jury. Nie ma szaty naciekowej, jest sucha, w całości oświetlona i poddana wpływom środowiska zewnętrznego. Spąg pokrywają liście i gleba. Na ścianach rozwijają się glony i mchy.
Dokumentację i plan jaskini sporządził J. Nowak w maju 2003 r. Pomiary wykonali J. Nowak i J. Ślusarczyk. Opis jaskini opublikował J. Nowak w 2004 r.

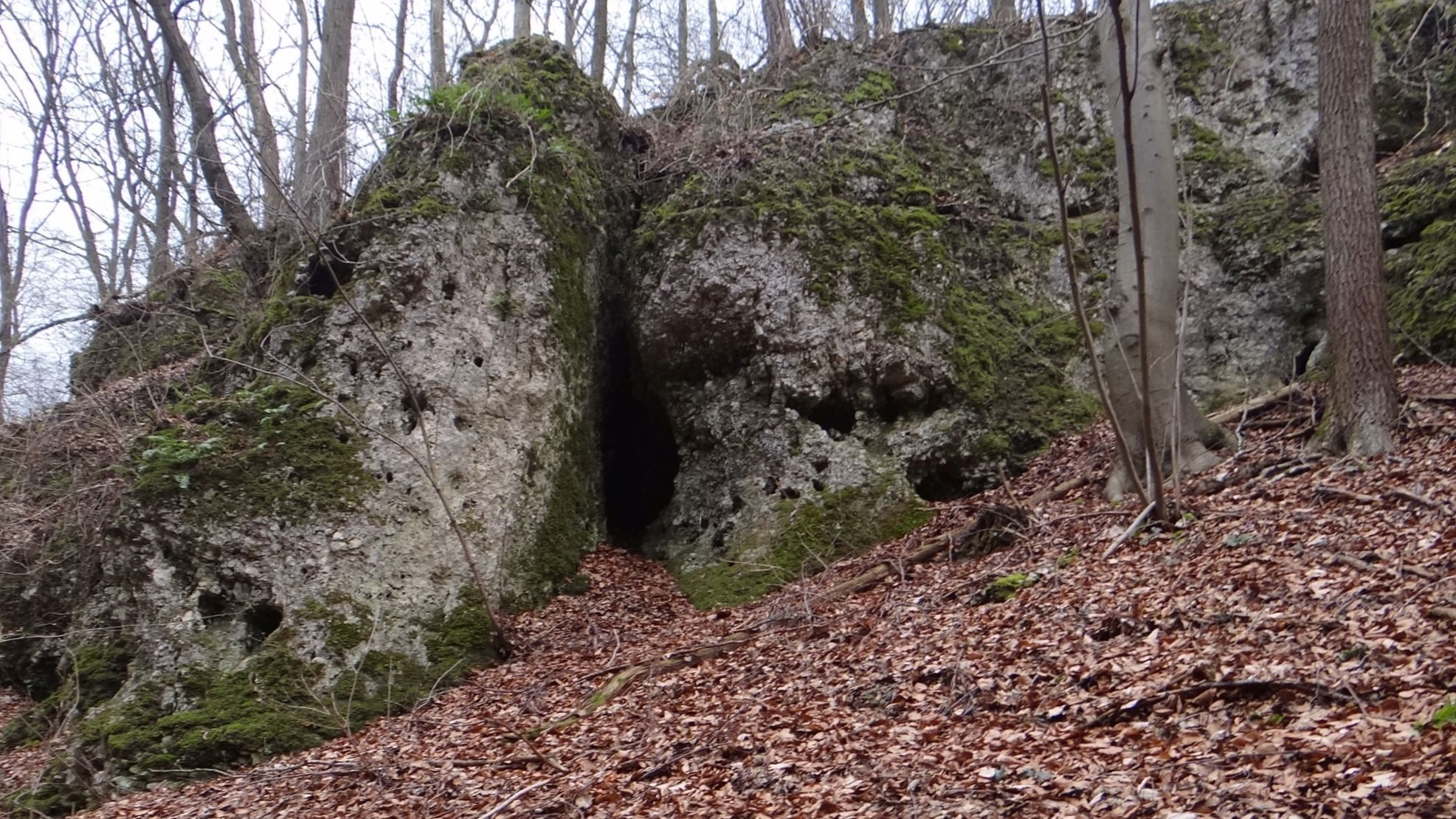
Skała ze szczeliną
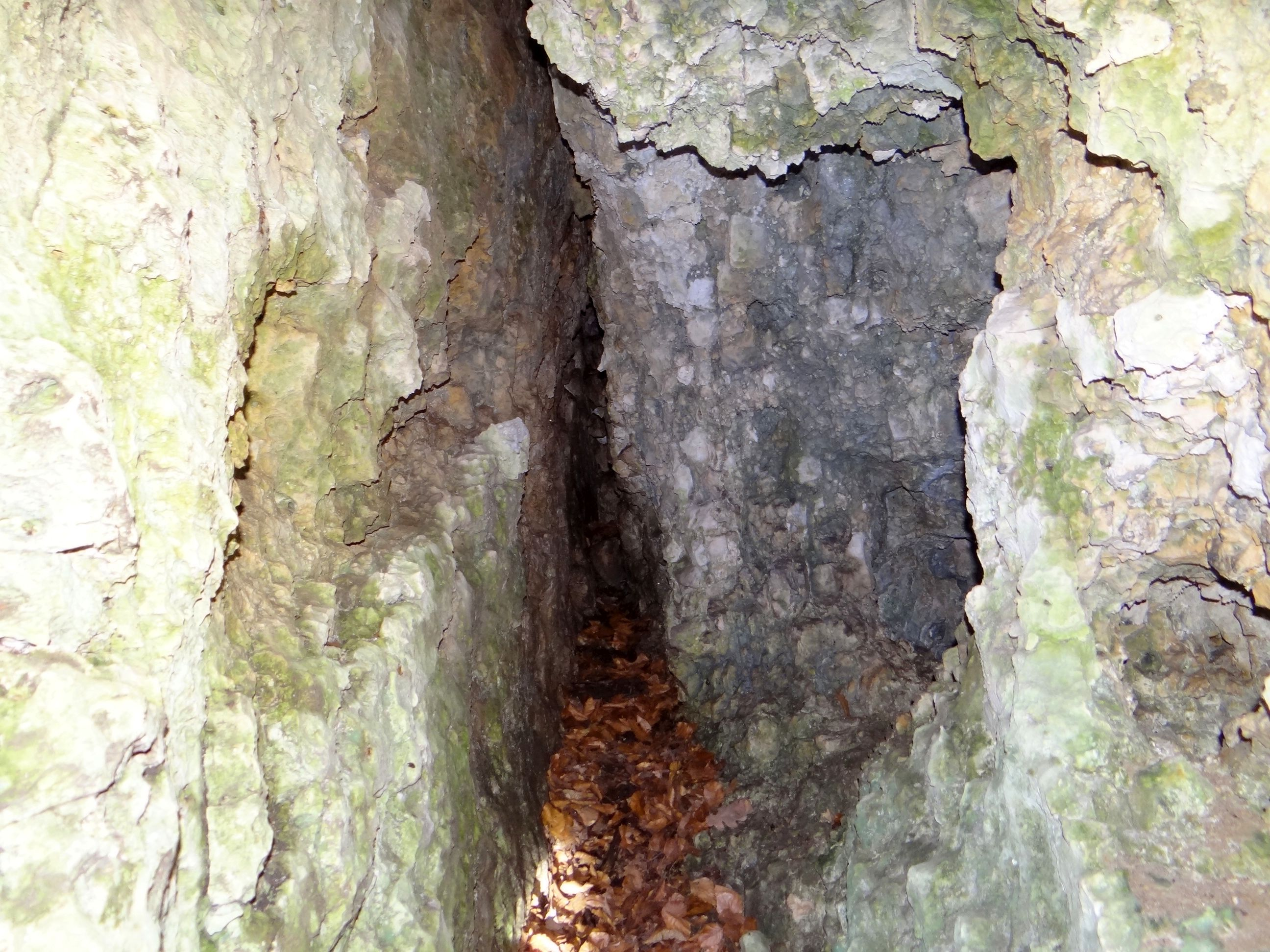
Szczelina
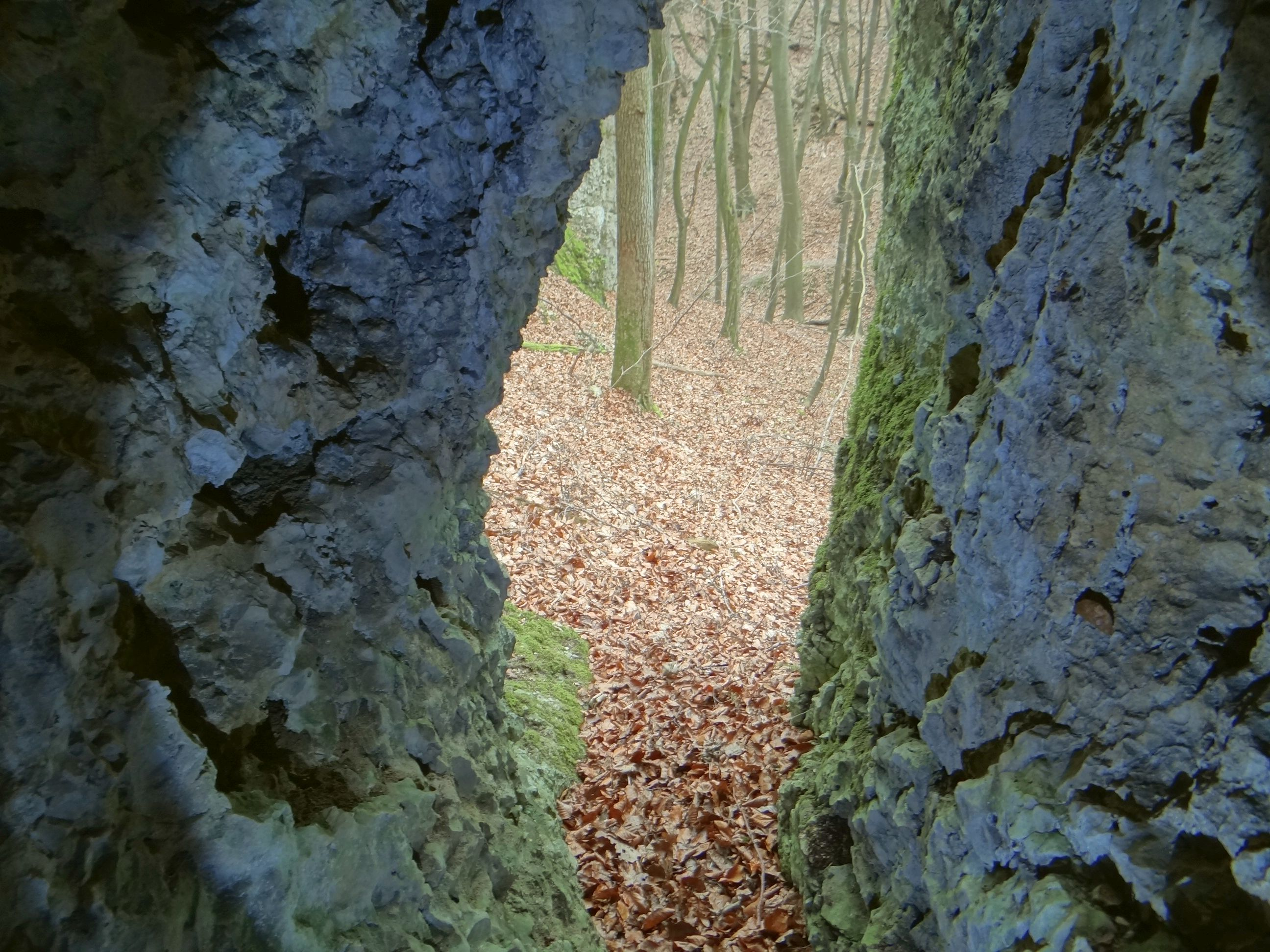
Widok z otworu

W Tarasowatej Turni i w jej pobliżu są jeszcze inne jaskinie: Komin w Środku Doliny, Korytarzyk obok Komina w środku Doliny, Rura w środku Doliny, Schron za Tarasową Turnią.